# John Celestand
John Celestand, né le 6 mars 1977 à Houston au Texas, est un joueur américain de basket-ball évoluant au poste de meneur (1,93 m).

## Carrière

### Universitaire
- 1995-1999: Wildcats de Villanova

Il est drafté par les Lakers de Los Angeles en 1999.

### Clubs
- 1999-2000 :  Lakers de Los Angeles (NBA)
- 2000-2000 :  New Mexico Slam (IBL)
- 2000-2001 :  SG Braunschweig (Basketball-Bundesliga)
- 2001-2001 :  Fortitudo Bologne (LigA)
- 2001-fév.2002 :   ASVEL Villeurbanne  (Pro A)
- 2002-2003 :   Alba Berlin (Basketball-Bundesliga)
- 2003-2004 :   BK Kiev (Ukrajina Super-Liha)
- 2004-2005 :   Braunschweig (Basketball-Bundesliga)

## Palmarès
- Champion d'Allemagne en 2002-2003 avec Alba Berlin